# Margaret Larkin
Margaret Larkin (Las Vegas, 7 de julio de 1899-Ciudad de México, 7 de mayo de 1967) fue una escritora, poeta, cantautora, investigadora, periodista y activista sindical estadounidense.
Escribió The Hand of Mordechai sobre un kibutz en Israel y su posición contra el ejército egipcio en 1948, Seven Shares in a Gold Mine sobre una conspiración de asesinato en México y Singing Cowboy, una colección de canciones populares del género Western. Ganó premios por su poema Goodbye—To My Mother y su obra El Cristo.

## Biografía
Nació el 7 de julio de 1899 en Las Vegas, Nuevo México, de padres de ascendencia inglesa y escocesa. Estudió en la Universidad de Kansas. En 1922 ganó el Premio de Poesía del Kansas Author Club.
Después de mudarse a la costa este, se casó con Liston Oak y se convirtió en activista sindical. En 1926 escribió los títulos de la película muda The Passaic Textile Strike. En los años treinta estuvo activa como cantautora y compositora de canciones folklóricas.
Después de divorciarse de su primer marido, conoció al escritor Albert Maltz en 1935. Maltz era 9 años más joven. Se casaron en 1937. Maltz fue incluido en la lista negra como uno de los Diez de Hollywood debido a su negativa a decirle al Comité de Actividades Antiamericanas de la Cámara si era miembro del Partido Comunista Estadounidense.
Larkin, su esposo, su hijo Peter y su hija Katherine se mudaron a la Ciudad de México en 1951. En 1964 se divorciaron oficialmente, después de que Maltz ya hubiera regresado a Estados Unidos.
Larkin ayudó al antropólogo Oscar Lewis en la investigación y redacción de La vida: a Puerto Rican family in the culture of poverty--San Juan and New York (1966). Su último libro fue The Hand of Mordechai, sobre el kibutz Yad Mordechai alrededor de la Guerra árabe-israelí de 1948. Fue publicado en hebreo (1966), yidis (1967), inglés (1968), alemán (1970) y ruso (197? ). La edición israelí fue publicada por Ma'arachot, la editorial oficial de las Fuerzas de Defensa de Israel, con un prefacio del general Haim Laskov. Larkin estuvo representado por el agente literario Barthold Fles.
Falleció en la Ciudad de México el 7 de mayo de 1967, a los 67 años. Su hijo Peter también murió en la Ciudad de México. Su única nieta, Gabriela Maltz Larkin, es actriz y directora de producción, más recientemente conocida como Mira Larkin.

## Obra

### Libros
- 1926 - El Cristo, a drama in one act
- 1931 - Singing Cowboy, a book of western songs[7]
- 1958 - Seven Shares in a Gold Mine
- 1966 - The Hand of Mordechai

### Artículos
- 1927-03 - "A Poet for the People: A Review" (of Langston Hughes: Fine Clothes to the Jew), Opportunity 3: 84-85.
- 1929-10-09 - "Ella May's Songs". The Nation 129 (3353): 382-383.
- 1933-02 - "Revolutionary music", New Masses: 27.
- 1934-09-05 - "Beale Street: Where the Blues Began (Book review)". The Nation  139 (3609): 279.
- 1966-11-14 - "As Many as God Sends? Family Planning in Mexico", The Nation 203 (16): 508-511.

## Premios
- 1922 - Mejor poema presentado al Kansas Authors' Club[8] por Goodbye—To My Mother.
- 1926 - David Belasco Cup por El Cristo.
- 1926 - Samuel French Prize por El Cristo.